# Schwimmlebermoos

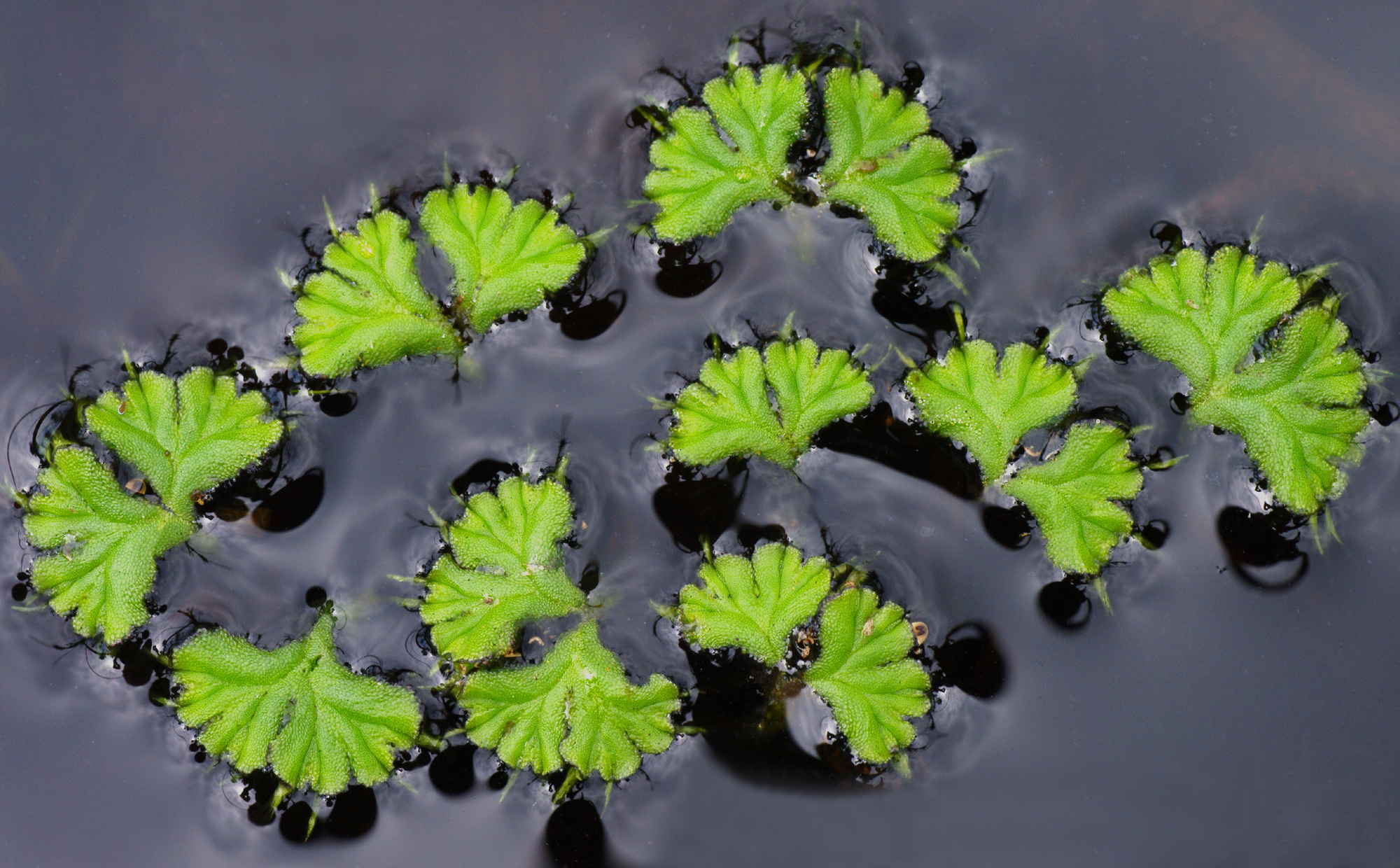
Halbrosettige, fächerförmige Thalli; diese brechen leicht auseinander, so dass die typische Herzform (s. unten) entsteht

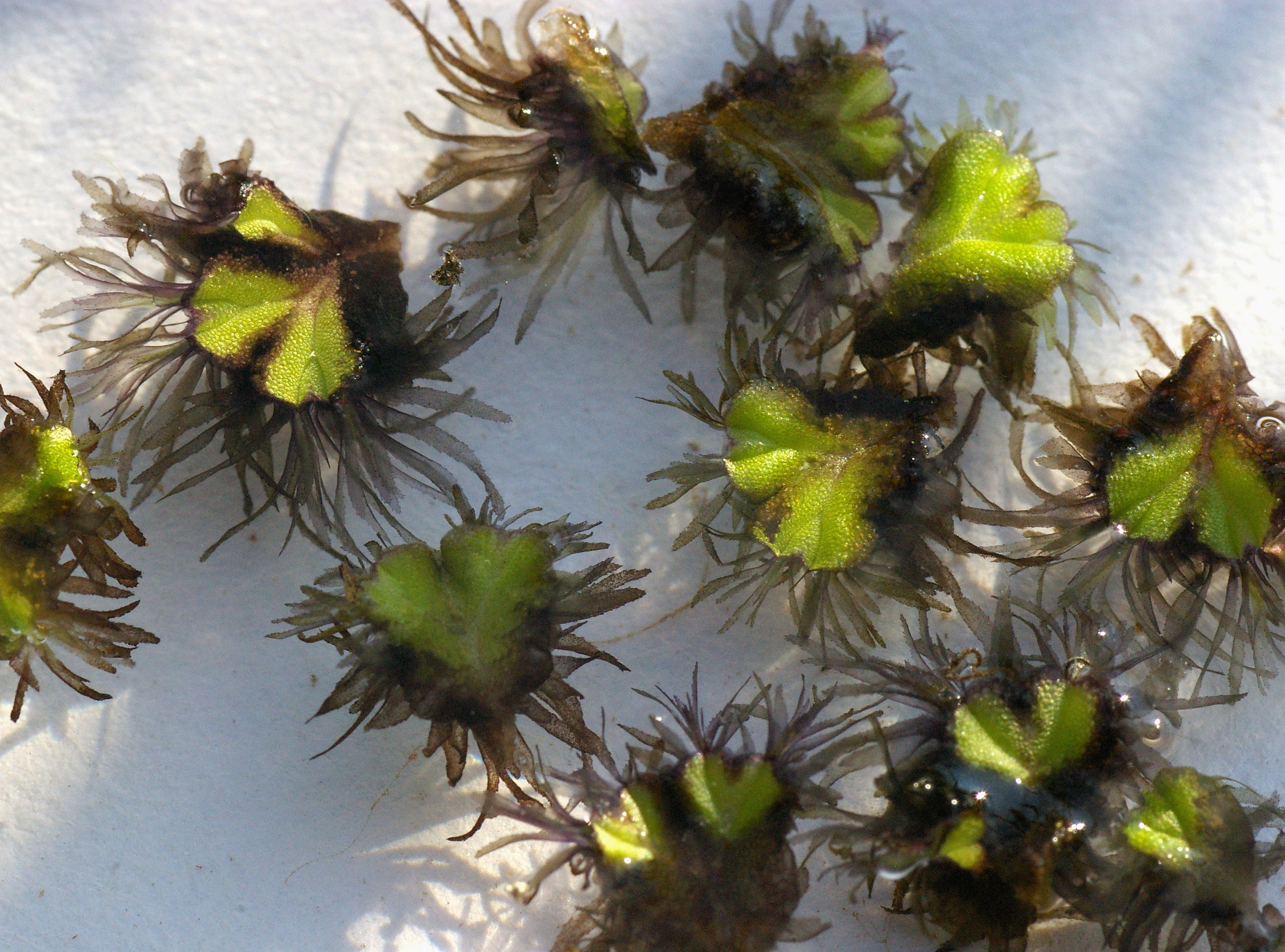
Nahaufnahme der Schwimmform; gut zu sehen sind hier die bandartigen Bauchschuppen unter Wasser

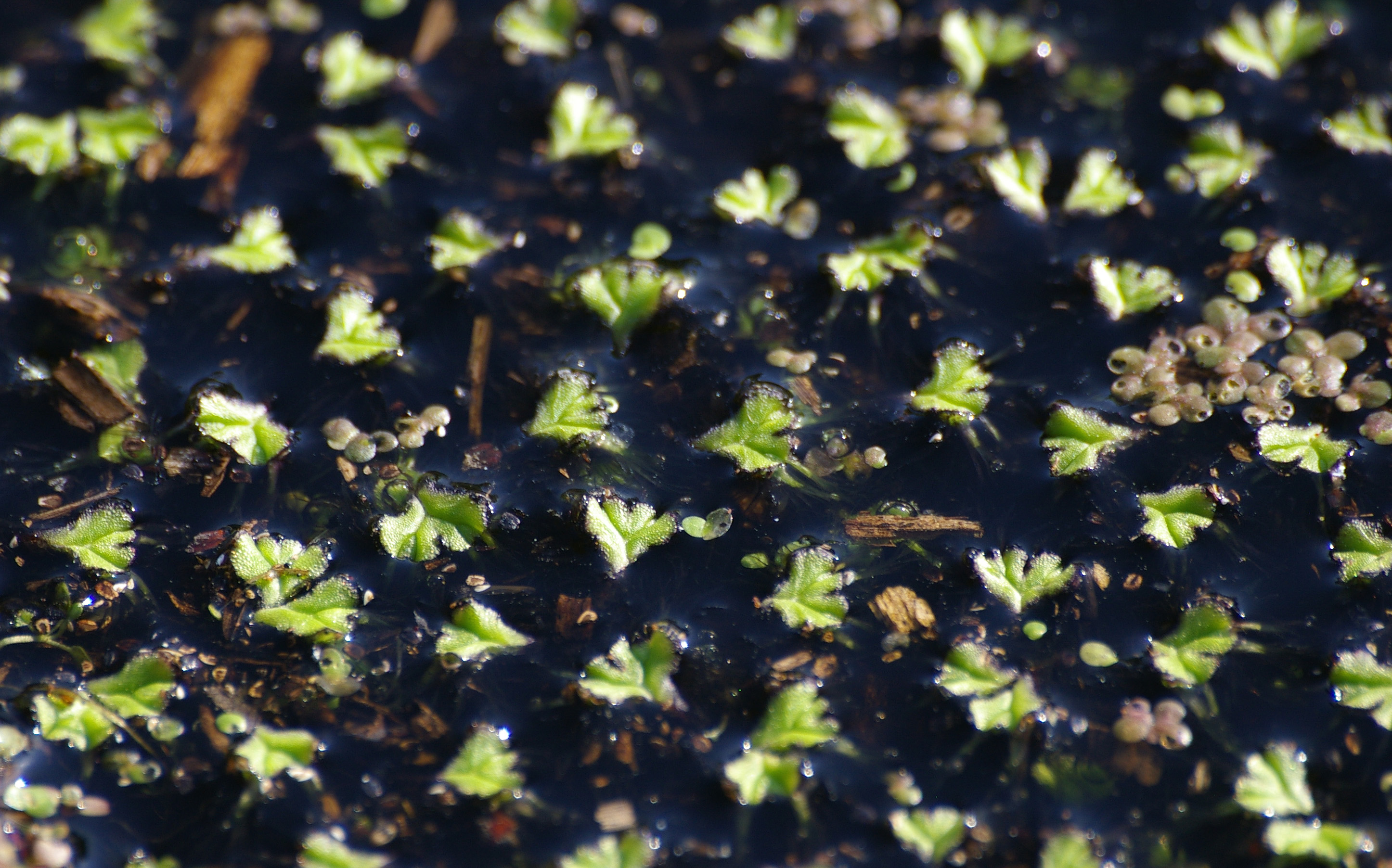
Im Aspekt sieht der Schwimmteppich von Ricciocarpos aufgelockert aus

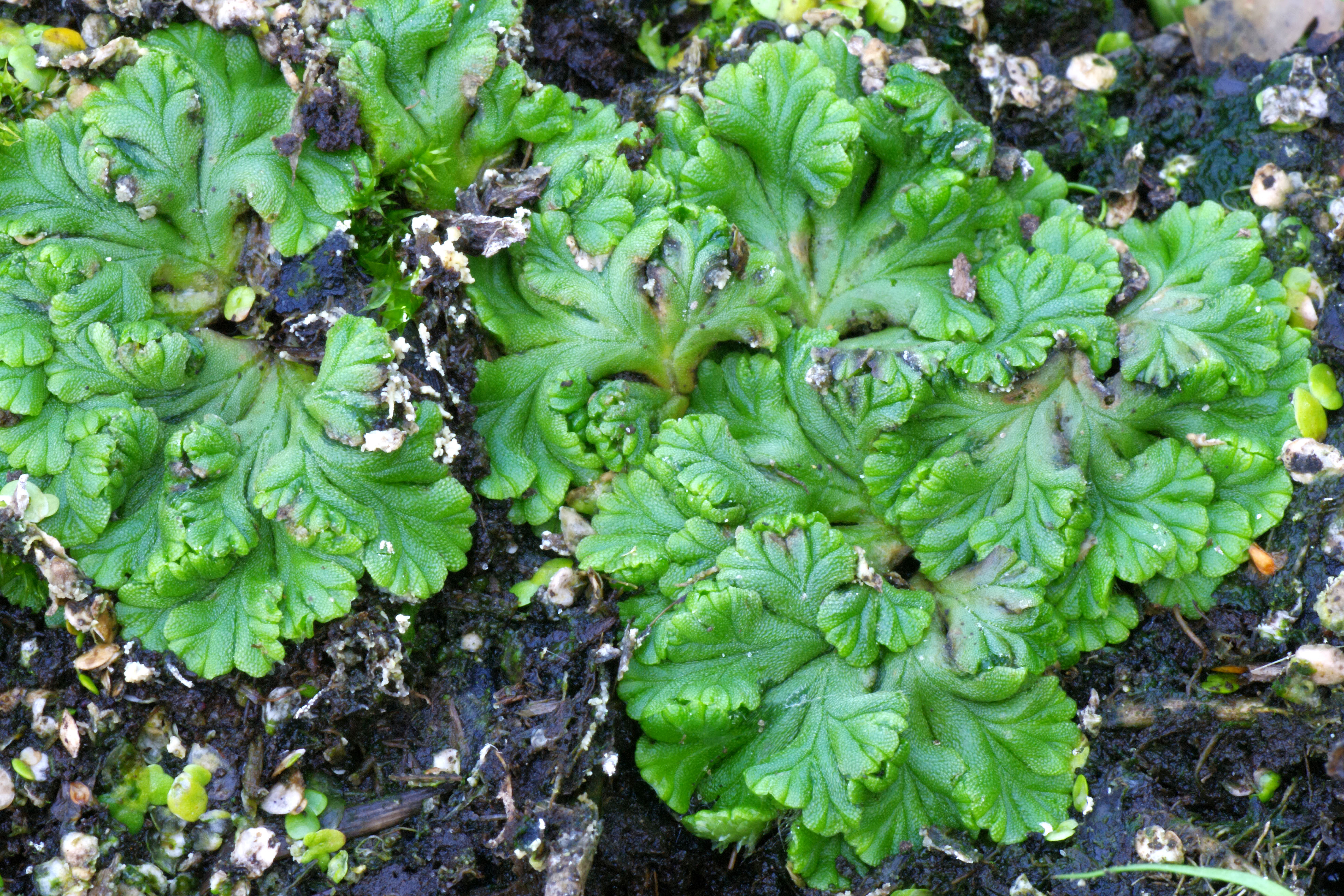
Landform auf limosem Schlammboden eines teilweise ausgetrockneten Weihers

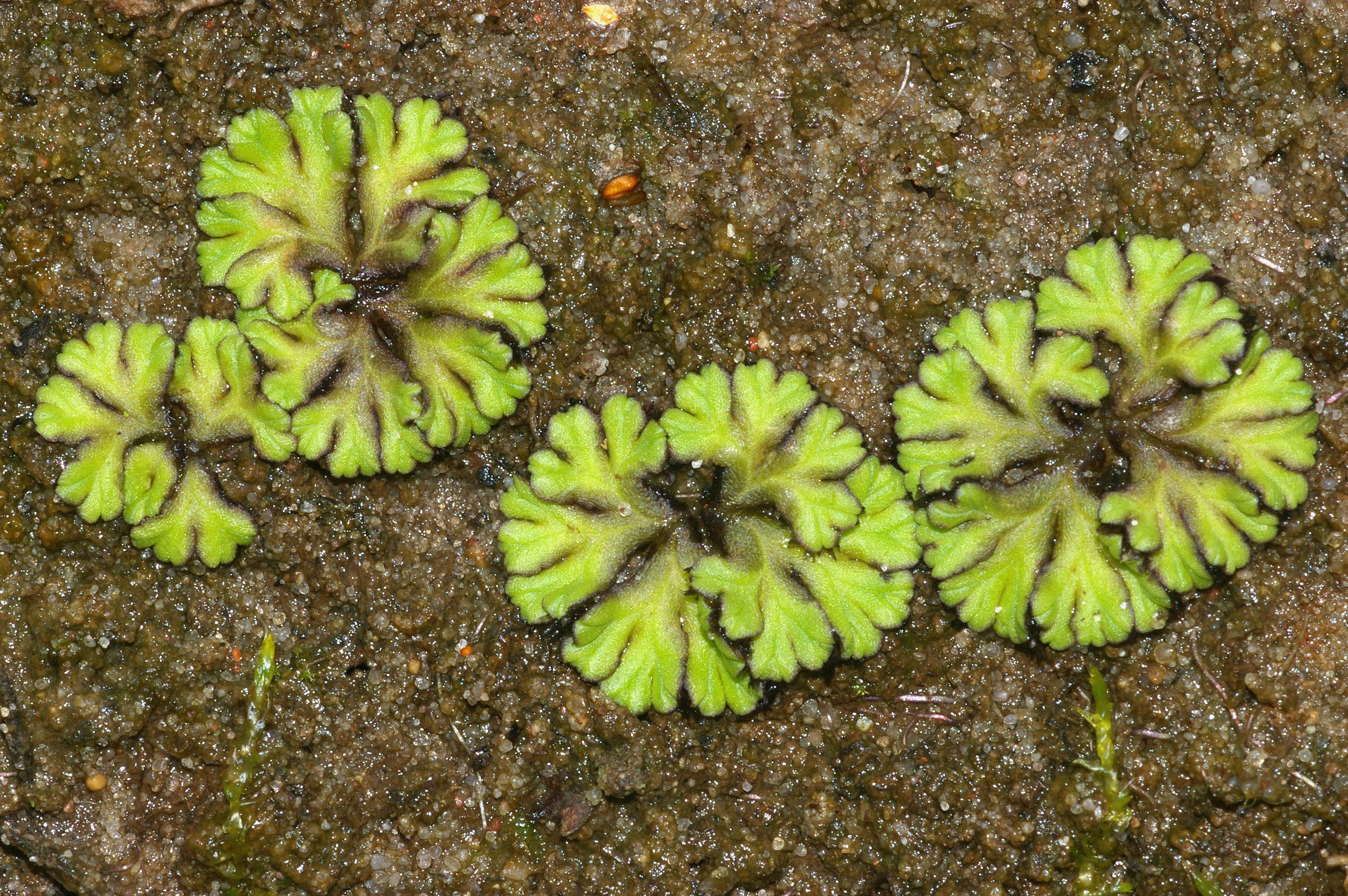
Weitere vollrosettige Landformen (sechs Wochen später im selben Biotop aufgenommen wie das vorherige Bild)

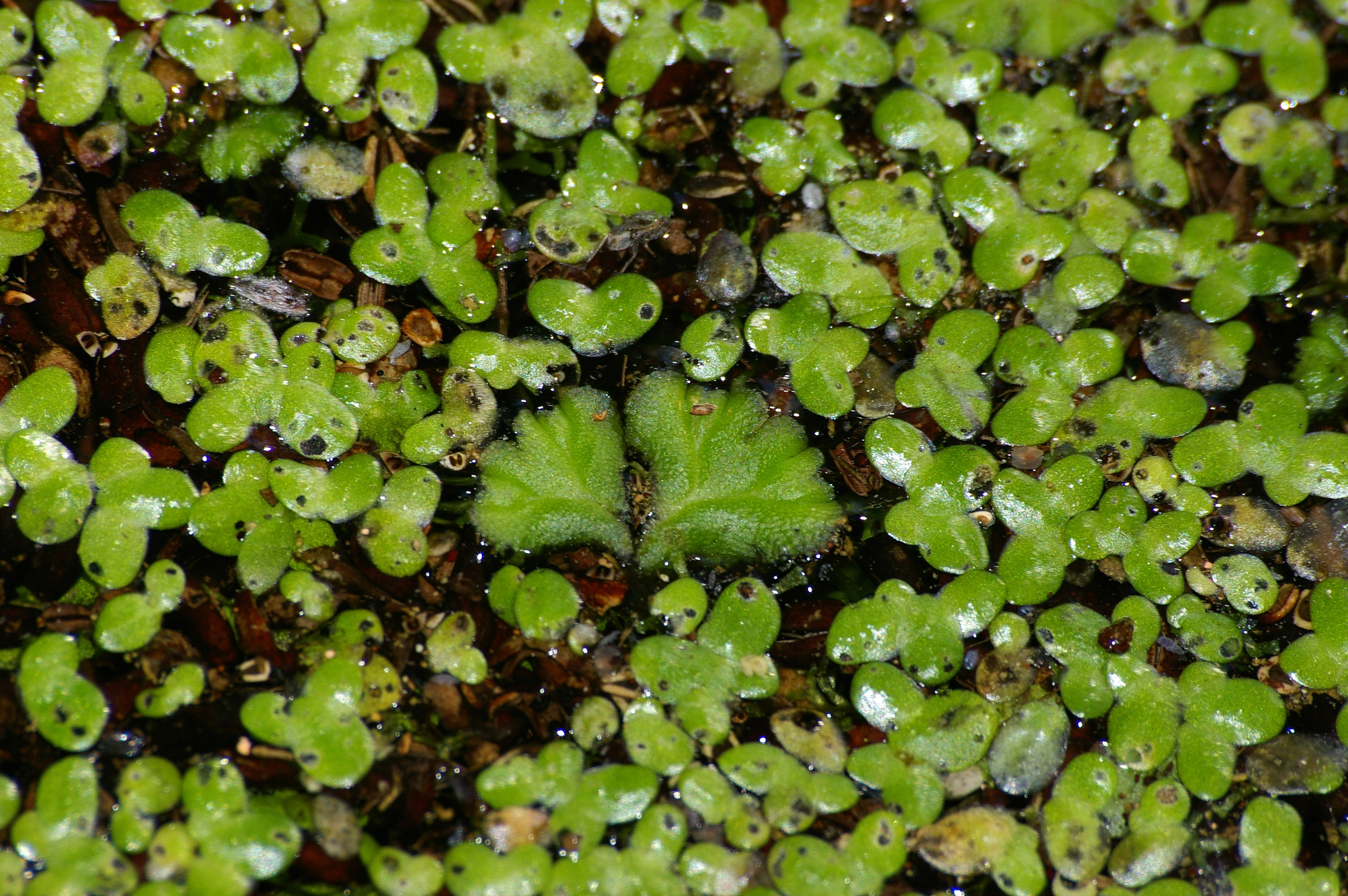
Einzelner Thallus zwischen zahlreichen Kleinen Wasserlinsen

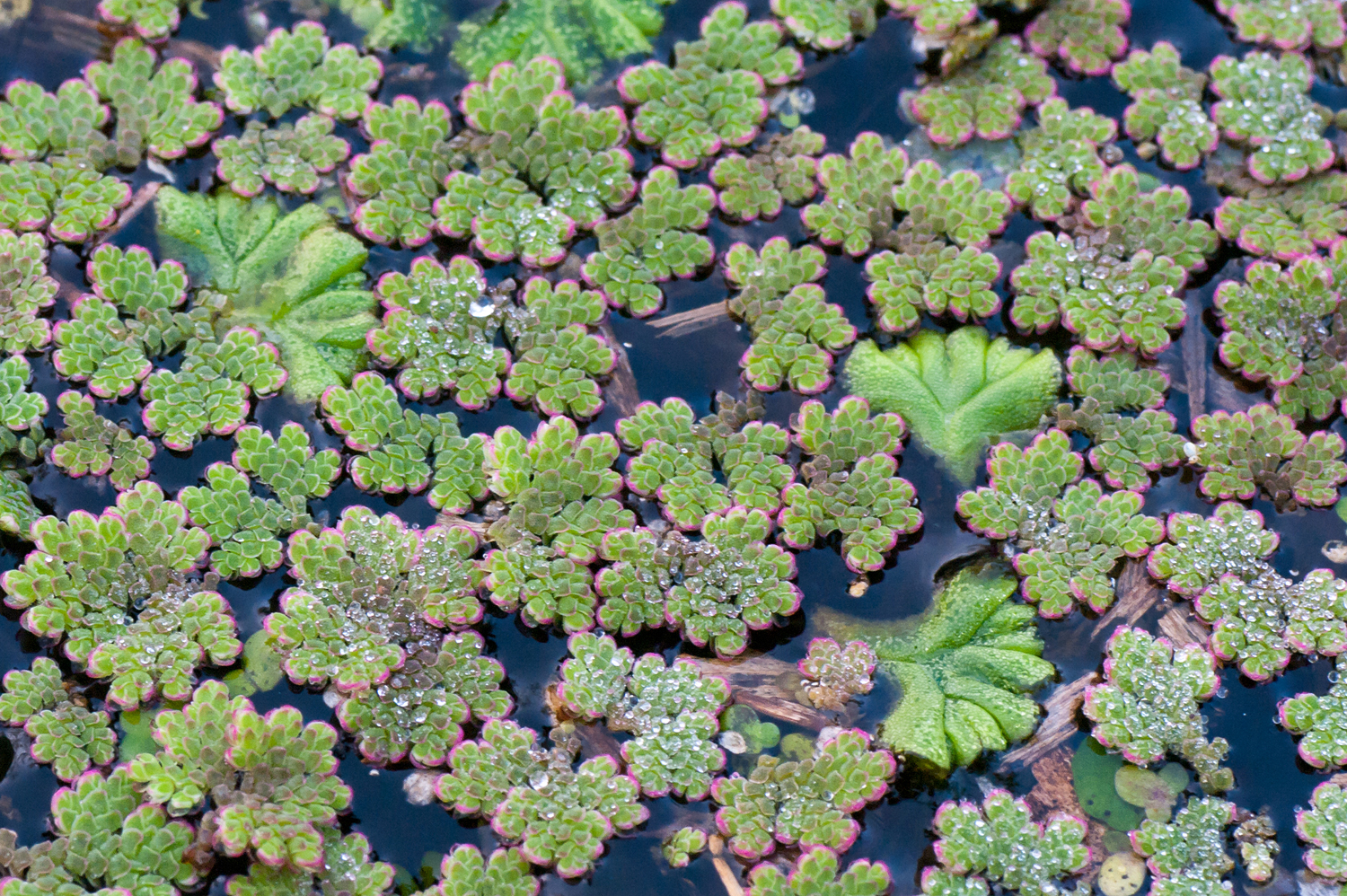
Etwas Schwimmlebermoos, versteckt zwischen Großem Algenfarn (Azolla filiculoides)

Das  Schwimmlebermoos (Ricciocarpos natans, Syn.: Ricciocarpus natans), auch als Schwimmendes Lebermoos und (Schwimmendes) Wasser-Sternlebermoos bezeichnet, ist ein auf Gewässern flottierendes Lebermoos mit weltweiter Verbreitung. Die Art, die eine eigene (monotypische) Gattung bildet, tritt regional nur selten und unstetig auf. Sie ist auch von Nicht-Moosspezialisten zumindest in der aquatilen Form gut zu erkennen und kaum mit anderen schwimmenden Wasserpflanzen wie Wasserlinsen, Algenfarnen oder Riccia-Arten zu verwechseln. Durch Gewässerverschmutzung und -eutrophierung wird das Schwimmlebermoos verdrängt.

## Merkmale
Die ein- oder zweihäusig auftretende Art besteht aus einem fächer- bzw. herzförmigen (= viertel- bis halbrosettigen), zwei- bis dreimal geteilten Thallus, der vier bis neun Millimeter breit und zehn Millimeter lang wird. Oberseits ist dieser grün gefärbt und gefeldert. Am Rand sowie unterseits ist die Färbung braun bis violett. Bei der Schwimmform sind lange, bandförmige, am Rand gezähnte Bauchschuppen vorhanden, die ins Wasser hinabhängen. Außerdem werden reichlich glattwandige Rhizoide (Wurzelfilz) an der Unterseite ausgebildet. Das Grundgewebe ist mit Ölkörperzellen sowie mit vieleckigen Luftkammern ausgestattet. Die Atemöffnungen sind von fünf bis sechs zartwandigen Grenzzellen umgeben. Gametangien (Behälter der Fortpflanzungsorgane) sitzen eingesenkt in der Mittelfurche des Thallus. Die generative Vermehrung spielt aber – zumindest in Europa – anscheinend nur eine untergeordnete Rolle; Sporogonen werden hier wohl nur sehr selten ausgebildet. In Amerika sollen dagegen einhäusige Exemplare dominieren, die regelmäßig fruchten.
Eine wesentliche Überdauerungs- und Ausbreitungsstrategie ist die vegetative Teilung durch das Auseinanderbrechen der Thalli in kleinere Abschnitte. Diese werden durch Anhaftung an Wasservögeln (Epichorie) auch in andere Gewässer verfrachtet. Im Herbst sinken sie auf den Gewässergrund, um im folgenden Frühjahr wieder an die Oberfläche aufzusteigen. In dieser Phase sind die flottierenden Thallusabschnitte oft sehr kleinwüchsig und damit bei flüchtiger Betrachtung nur schlecht von Wasserlinsen zu unterscheiden. Im Zuge zeitweiliger Gewässeraustrocknung kann eine im Aussehen abweichende Landform entstehen; sie wächst in zwei bis drei Zentimeter ausgebreiteten (Voll-)Rosetten aus hellgrünen Thalli und mit stark verkürzten Bauchschuppen. Die terrestrische Form kann theoretisch mit bestimmten Sternlebermoosen der Gattung Riccia – beispielsweise Riccia glauca – verwechselt werden, die allerdings andere Lebensraumansprüche haben.

## Verbreitung und Standortansprüche
Das Schwimmlebermoos ist kosmopolitisch insbesondere in wärmebegünstigten Bereichen der gemäßigten Zonen verbreitet; auf der Nordhalbkugel reicht das Areal bis zum 62. Breitengrad, in der Südhemisphäre bis 45°. In Europa finden sich Vorkommen von Südfinnland und Mittelschweden im Norden bis nach Norditalien und zum Kaukasus im Süden. West-östlich reicht das Areal hier von den Britischen Inseln bis nach Moskau. Das Moos kommt aber oft nur zerstreut und zudem manchmal unbeständig vor. In Deutschland beispielsweise werden vor allem Stromtäler und Flussniederungen des Flachlandes punktuell besiedelt, Gebirgsregionen nur selten.
Die Art bevorzugt meso- bis eutrophe (mäßig nährstoffreiche), phosphatarme, schwach nitrat-, aber ammoniumhaltige Stillgewässer in (halb-)besonnter bis schattiger, windgeschützter Lage; dies können beispielsweise ufernahe Abschnitte von Tümpeln, Gräben, ruhigen Seebuchten und sommerwarmen Altwässern sein, aber auch Schlenken in Erlenbrüchen und Auwäldern. Schwimmlebermoos bildet pflanzensoziologisch eine eigene, artenarme Assoziation, das sogenannte Ricciocarpetum natantis, und ist oft mit Wasserlinsengewächsen wie der Dreifurchigen Wasserlinse oder auch mit seinem näheren Verwandten, dem Flutenden Teichlebermoos vergesellschaftet. Bei Überhandnehmen von Wasserlinsen etwa infolge erhöhter Phosphatkonzentration oder verstärkter Sonnenexposition wird die Art zurückgedrängt. Rückzugsräume findet sie in Großseggenrieden, zwischen Röhrichthalmen oder unter Ufergebüschen. Ein Teppich des Schwimmlebermooses zeichnet sich typischerweise durch einen aufgelockerten Aspekt aus, da die unter Wasser abgespreizten Bauchschuppen für einen gewissen Abstand zwischen den Thalli sorgen. Auf diese Weise kann auch mehr Licht in das Gewässer eindringen als etwa bei Beständen aus dicht angelagerten Sprossgliedern von Wasserlinsen.
Schwimmlebermoos ist daran angepasst, dass das Gewässer beziehungsweise dessen Uferzone periodisch trockenfallen kann. Auf dem freigelegten Schlamm- oder Lehmboden bildet die Pflanze dann eine Landform. Dazu werden zunächst die Bauchschuppen reduziert und es kommt zur Verankerung der Rhizoide im durchfeuchteten Substrat. In länger anhaltenden Trockenphasen können sich vollrosettige und entsprechend deutlich breitere Thalli entwickeln.

## Gefährdung
Auf Gewässereutrophierung oder auch die Einschwemmung von Herbiziden reagiert die Art empfindlich und ist zudem konkurrenzschwach gegenüber eutraphenten Pflanzen wie den Wasserlinsen. Unter anderem in Mitteleuropa ist das Schwimmlebermoos nach deutlichen Rückgängen inzwischen eine recht seltene und bedrohte Spezies.
Rote-Liste-Status (Auswahl)
- Bundesrepublik Deutschland: 3 – gefährdet
  - Baden-Württemberg: 3 – gefährdet[4]
  - Berlin: 0 – ausgestorben oder verschollen[5]
  - Brandenburg: 3 – gefährdet[6]
  - Mecklenburg-Vorpommern: ungefährdet[7]
  - Niedersachsen/Bremen: 3 – gefährdet[8]
  - Nordrhein-Westfalen: 2 – stark gefährdet[9]
  - Sachsen: V – Vorwarnliste[10]
  - Sachsen-Anhalt: 3 – gefährdet[11]
  - Schleswig-Holstein: 2 – stark gefährdet[12]
- Österreich: 2 – stark gefährdet[13]
- Schweiz: VU – gefährdet/verletzlich (außerdem „geschützte Art“ nach NHV, Anhang 2)[14]